# Sattelpunktsnäherung
In der Analysis wird die Sattelpunktsnäherung verwendet, um Integrale der Form
{\displaystyle I=\lim _{N\to \infty }\int \limits _{-\infty }^{\infty }e^{-Nf(x)}\;\mathrm {d} x}
näherungsweise zu berechnen. Die Methode stammt von Pierre Simon de Laplace (1774) und wird manchmal nach ihm benannt. Sie ist Teil der asymptotischen Analyse.
Falls die Funktion {\displaystyle f(x)} analytisch ist und ein globales Minimum bei {\displaystyle x_{0}} besitzt, so erhält man:
{\displaystyle I=\lim _{N\to \infty }e^{-Nf(x_{0})}{\sqrt {\frac {2\pi }{Nf''(x_{0})}}}}
mit
{\displaystyle \left.f''(x_{0})={\frac {\partial ^{2}f(x)}{\partial x^{2}}}\right|_{x=x_{0}}>0}.
Die zweite Ableitung ist positiv, da hier ein Minimum vorliegt. Das Ergebnis gilt asymptotisch, das heißt für {\displaystyle N} gegen Unendlich.
Dabei können auch endliche Integrationsgrenzen {\displaystyle \left(a,b\right)} vorliegen.
Die Verallgemeinerung der Sattelpunktnäherung in die komplexe Zahlenebene wird auch Sattelpunktmethode genannt. Aus ihr erklärt sich die Benennung nach einem Sattelpunkt.

## Alternative Formulierung
Es kann auch ein anderes Vorzeichen im Exponenten betrachtet werden:
Mit anderem Vorzeichen gilt für
{\displaystyle I=\lim _{N\to \infty }\int \limits _{-\infty }^{\infty }e^{Nf(x)}\;\mathrm {d} x}
falls bei {\displaystyle x_{0}} ein globales Maximum vorliegt asymptotisch: 
{\displaystyle I=\lim _{N\to \infty }e^{Nf(x_{0})}{\sqrt {\frac {2\pi }{N|f''(x_{0})|}}}}
mit
{\displaystyle \left.f''(x_{0})={\frac {\partial ^{2}f(x)}{\partial x^{2}}}\right|_{x=x_{0}}<0}.
Da hier ein Maximum vorliegt, ist die zweite Ableitung negativ.

## Begründung
Betrachtet wird der erste Fall (Minimum bei {\displaystyle x_{0}}), die Argumentation im zweiten Fall ist analog.
Für große {\displaystyle N} wird die Exponentialfunktion außerhalb der Umgebung von {\displaystyle x_{0}} beliebig klein. Deshalb wird {\displaystyle f(x)} um {\displaystyle x_{0}} in eine Taylorreihe entwickelt:
{\displaystyle f(x)\approx f(x_{0})+{\frac {1}{2}}f''(x_{0})(x-x_{0})^{2}}.
(Wegen des globalen Minimums bei {\displaystyle x_{0}} ist {\displaystyle f'(x_{0})=0})
Einsetzen ins Integral liefert
{\displaystyle I=\lim _{N\to \infty }\int \limits _{-\infty }^{\infty }e^{-Nf(x_{0})-N{\frac {1}{2}}f''(x_{0})(x-x_{0})^{2}}\mathrm {d} x={\lim _{N\to \infty }e^{-Nf(x_{0})}}\;\int \limits _{-\infty }^{\infty }e^{-N{\frac {1}{2}}f''(x_{0})(x-x_{0})^{2}}\;\mathrm {d} x}.
Die Größe {\displaystyle I} ist also der Grenzwert {\displaystyle N\to \infty } des Produkts aus {\displaystyle e^{-Nf(x_{0})}} und dem nichtelementaren Integral. Letzteres ist eng mit dem gaußschen Fehlerintegral {\displaystyle \Phi (z)} bzw. der Gauß-Verteilung verwandt. Das Integral {\displaystyle \int _{-\infty }^{+\infty }e^{-{\frac {N}{2}}f''(x_{0})(x-x_{0})^{2}}\;\mathrm {d} x} ist von der Form {\displaystyle \int _{-\infty }^{+\infty }e^{-a(x+b)^{2}}\,\mathrm {d} x}, wobei {\displaystyle a={\frac {N}{2}}f''(x_{0})>0\ {\text{und}}\ \ b=-x_{0}} gilt. Es ist insbesondere {\displaystyle a>0}, da das Minimum bei {\displaystyle x_{0}} eine positive zweite Ableitung bedingt, was im Folgenden wichtig sein wird:
Für alle {\displaystyle a} mit {\displaystyle \Re (a)>0} lässt sich folgende Relation (bspw. über Substitution {\displaystyle y(x)={\sqrt {a}}x\ ,\ \mathrm {d} x={\frac {1}{\sqrt {a}}}\mathrm {d} y}) zeigen:
{\displaystyle \int _{-\infty }^{+\infty }e^{-ax^{2}}\,\mathrm {d} x={\sqrt {\frac {\pi }{a}}}}
Weiterhin beeinflusst eine Verschiebung von {\displaystyle y} um die Konstante {\displaystyle b} nicht den Wert von {\displaystyle \int _{-\infty }^{+\infty }e^{-a(y+b)^{2}}\,\mathrm {d} y}, da sich das Integral durch die lineare Substitution {\displaystyle x(y)=y+b\ ,\ \mathrm {d} x=1\mathrm {d} y} mit {\displaystyle \lim _{y\to \pm \infty }x(y)=\pm \infty } leicht in das obige Integral {\displaystyle \int _{-\infty }^{+\infty }e^{-ax^{2}}\,\mathrm {d} x} überführen lässt, dessen Wert bereits bekannt ist.
Man erhält also mit {\displaystyle a={\frac {N}{2}}f''(x_{0})>0\ {\text{und}}\ \ b=-x_{0}}:
{\displaystyle \int _{-\infty }^{+\infty }e^{-{\frac {N}{2}}f''(x_{0})(x-x_{0})^{2}}\;\mathrm {d} x={\sqrt {\frac {\pi }{{\frac {N}{2}}f''(x_{0})}}}}
Somit folgt für {\displaystyle I} (asymptotisch):
{\displaystyle I=\lim _{N\to \infty }\int \limits _{-\infty }^{+\infty }e^{-Nf(x)}\;\mathrm {d} x={\lim _{N\to \infty }e^{-Nf(x_{0})}}\;\int \limits _{-\infty }^{+\infty }e^{-N{\frac {1}{2}}f''(x_{0})(x-x_{0})^{2}}\;\mathrm {d} x=\lim _{N\to \infty }e^{-Nf(x_{0})}{\sqrt {\frac {2\pi }{Nf''(x_{0})}}}}

## Anwendungen
Die Sattelpunktsnäherung und Sattelpunktmethoden findet verschiedene Anwendungen in der theoretischen Physik, unter anderem in der statistischen Physik im Grenzfall großer Systeme, in der Quantenfeldtheorie bei der Auswertung von Pfadintegralen oder in der Optik.
Eine Anwendung ist die Stirlingformel
{\displaystyle N!\approx {\sqrt {2\pi N}}N^{N}e^{-N}\,}
für große {\displaystyle N}.
Aus der Definition der Gammafunktion folgt
{\displaystyle N!=\Gamma (N+1)=\int _{0}^{\infty }e^{-x}x^{N}\,\mathrm {d} x.}
Mit der Variablentransformation {\displaystyle x=Nz\,} (so dass ::{\displaystyle \mathrm {d} x=N\mathrm {d} z.\,}) erhält man:
{\displaystyle {\begin{aligned}N!&=\int _{0}^{\infty }e^{-Nz}\left(Nz\right)^{N}N\,\mathrm {d} z\\&=N^{N+1}\int _{0}^{\infty }e^{-Nz}z^{N}\,\mathrm {d} z\\&=N^{N+1}\int _{0}^{\infty }e^{-Nz}e^{N\ln z}\,\mathrm {d} z\\&=N^{N+1}\int _{0}^{\infty }e^{N(\ln z-z)}\,\mathrm {d} z.\end{aligned}}}
Nun kann man die Sattelpunktnäherung in der zweiten Form (für Maxima) anwenden mit 
{\displaystyle f\left(z\right)=\ln {z}-z}
mit den Ableitungen
{\displaystyle f'(z)={\frac {1}{z}}-1,}
{\displaystyle f''(z)=-{\frac {1}{z^{2}}}.}
Das Maximum von f liegt bei {\displaystyle z_{0}=1} mit dem Wert der zweiten Ableitung −1. Man erhält mit der Sattelpunktnäherung:
{\displaystyle N!\approx N^{N+1}{\sqrt {\frac {2\pi }{N}}}e^{-N}={\sqrt {2\pi N}}N^{N}e^{-N}.}

## Verallgemeinerung
Die Sattelpunktnäherung wird bei Betrachtung im Komplexen in der Methode des steilsten Abstiegs (englisch: Method of steepest descent) bzw. der Methode der stationären Phase (englisch: Method of stationary phase) verallgemeinert (allgemein Sattelpunktmethode). Ziel ist die asymptotische Auswertung von geschlossenen Wegintegralen in der komplexen Zahlenebene ({\displaystyle z=x+iy})
{\displaystyle \int _{C}f(z)e^{\lambda g(z)}\mathrm {d} z}
für große reelle {\displaystyle \lambda }. Dabei deformiert man im Komplexen den Integrationsweg so, dass ein stationärer Punkt (Nullstelle der ersten Ableitung von {\displaystyle g}) {\displaystyle z_{0}}  von {\displaystyle g(z)} auf dem Integrationsweg liegt und geht dann ähnlich wie oben vor (unter zusätzlicher Anwendung des Cauchyschen Integralsatzes). In der Version der Methode des steilsten Abstiegs legt man den Integrationsweg bei {\displaystyle z_{0}} so, dass der Realteil {\displaystyle u} von {\displaystyle g} dort ein Maximum hat. Da der Realteil {\displaystyle u} von {\displaystyle g} eine harmonische Funktion ist, können {\displaystyle {\tfrac {\partial ^{2}u}{\partial x^{2}}}} und {\displaystyle {\tfrac {\partial ^{2}u}{\partial y^{2}}}} nicht dasselbe Vorzeichen haben: es liegt ein Sattelpunkt vor und man legt den Integrationsweg längs des Wegs des „steilsten Abstiegs“. Daher der Name der Methode.
Bei der Methode der stationären Phase werden speziell Integrale betrachtet, bei denen der Exponent der Exponentialfunktion längs des Weges imaginär ist:
{\displaystyle \int _{C}f(z)e^{i\lambda u(z)}\mathrm {d} z}
Mit einer reellen Funktion {\displaystyle u} und großem {\displaystyle \lambda }.
Die Methode wurde zuerst von Peter Debye 1909 zur Abschätzung von Besselfunktionen veröffentlicht, aber auch schon von Bernhard Riemann benutzt.